# Rhanidophora eburneigutta
Rhanidophora eburneigutta là một loài bướm đêm trong họ Noctuidae.